# Andrena vulpicolor
Andrena vulpicolor är en biart som beskrevs av Cockerell 1897. Andrena vulpicolor ingår i släktet sandbin, och familjen grävbin. Inga underarter finns listade i Catalogue of Life.